# Wamé
Wamé (auch: Ouamé) ist eine Landgemeinde im Departement Damagaram Takaya in Niger.

## Geographie
Wamé liegt in der Sahelzone. Die Nachbargemeinden sind Tanout im Norden, Alakoss im Nordosten, Damagaram Takaya im Osten, Albarkaram im Südosten, Dakoussa im Südwesten und Olléléwa im Nordwesten. Bei den Siedlungen im Gemeindegebiet handelt es sich um 52 Dörfer und 120 Weiler. Der Hauptort der Landgemeinde ist das Dorf Wamé.

## Geschichte

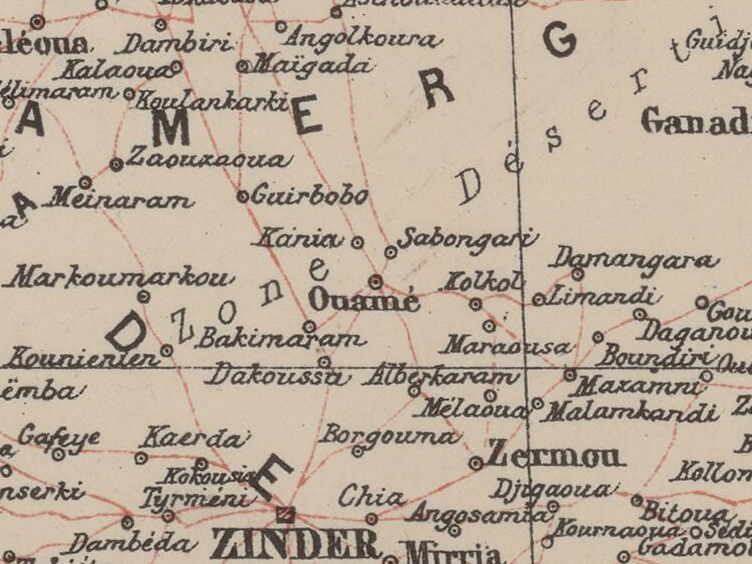
Ausschnitt einer Karte von 1903 mit Wamé (Ouamé) im Zentrum

Die französische Kolonialverwaltung richtete Anfang des 20. Jahrhunderts einen Kanton in Wamé ein, der vom traditionellen Herrschaftssitz (französisch: chefferie traditionnelle) des Nachbarorts Dakoussa aus verwaltet wurde. Im Jahr 2002 ging im Zuge einer landesweiten Verwaltungsreform aus dem Kanton die Landgemeinde Wamé hervor. Seit 2011 gehört die Landgemeinde nicht mehr zum Departement Mirriah, sondern zum neugegründeten Departement Damagaram Takaya.

## Bevölkerung
Bei der Volkszählung 2012 hatte die Landgemeinde 43.568 Einwohner, die in 6924 Haushalten lebten. Bei der Volkszählung 2001 betrug die Einwohnerzahl 23.317 in 4057 Haushalten.
Im Hauptort lebten bei der Volkszählung 2012 1794 Einwohner in 311 Haushalten, bei der Volkszählung 2001 1443 in 251 Haushalten und bei der Volkszählung 1988 1103 in 192 Haushalten.
In ethnischer Hinsicht ist die Gemeinde ein Siedlungsgebiet von Iklan und Kanuri. In Wamé leben außerdem Angehörige der vor allem Fernweidewirtschaft betreibenden Fulbe-Untergruppe Oudah’en.

## Politik
Der Gemeinderat (conseil municipal) hat 14 gewählte Mitglieder. Mit den Kommunalwahlen 2020 sind die Sitze im Gemeinderat wie folgt verteilt: 8 CPR-Inganci, 3 ARD-Adaltchi Mutunchi, 2 PNDS-Tarayya und 1 RDR-Tchanji.
Jeweils ein traditioneller Ortsvorsteher (chef traditionnel) steht an der Spitze von 46 Dörfern in der Gemeinde, darunter dem Hauptort.

## Wirtschaft und Infrastruktur
Gesundheitszentren des Typs Centre de Santé Intégré (CSI) sind im Hauptort sowie in den Siedlungen Baboul und Rafin Zomo vorhanden. Die Gesundheitszentren im Hauptort und in Baboul verfügen jeweils über ein eigenes Labor und eine Entbindungsstation. Beim Centre de Formation aux Métiers de Kagna Wamé (CFM Kagna Wamé) handelt es sich um ein Berufsausbildungszentrum.